# Sculture in legno dell'Isola di Pasqua
Le sculture in legno finemente lavorate e lucidate dell'Isola di Pasqua sono tra gli oggetti d'arte più belli che le culture dell'Oceania abbiano prodotto. L'arte dell'intaglio del legno dell'isola di Pasqua, e allo stesso modo dell'intaglio della pietra, ha sempre avuto uno scopo religioso.

## Generale
Come si può vedere dalle opere conservate nei musei etnologici, l'intera creazione artistica serviva esclusivamente alla produzione di oggetti rituali. Il termine "l'art pour l'art" era estraneo alle culture polinesiane. Va notato, tuttavia, che nella cultura dell'Isola di Pasqua, il potere religioso e quello secolare erano strettamente legati e spesso uniti nelle stesse persone. I governanti secolari (ariki = capo, superiore tribale) avevano sempre funzioni sacerdotali. Gli oggetti rituali quindi servivano anche come simboli del potere mondano. Ciò è particolarmente evidente con Ao e Rapa chiamate pagaie cerimoniali, che venivano usate nelle danze rituali, ma allo stesso tempo erano anche un segno dell'autorità degli alti dignitari.
Quando l'arte dell'intaglio del legno ha avuto origine sull'Isola di Pasqua non può più essere rintracciata archeologicamente a causa del materiale effimero. Il problema è che non un singolo oggetto d'arte proviene da uno scavo stratigrafico. Tutti gli oggetti ricevuti sono stati aggiunti alle collezioni tramite acquisto o scambio con spedizioni europee. Non sono datati in quanto non ci sono informazioni sull'epoca di produzione. Se non del tutto, è possibile tracciare solo l'anno di acquisto. I primi oggetti arrivarono ai musei etnologici durante il secondo viaggio di James Cook nei mari del sud (1772-1775).
Sulla base degli oggetti delle collezioni difficilmente si rintraccia uno sviluppo artistico. O lo stile è rimasto invariato per secoli o questo è più probabile, non sono sopravvissute figure in legno dei primi tempi della cultura dell'isola di Pasqua. Si può presumere che alcune statuette siano state create molto più tardi, dopo l'influenza europea, e che siano state appositamente realizzate come oggetti di baratto. Differiscono dalle figure classiche in un declino chiaramente evidente nell'artigianato e nell'uso di altri materiali, ad es. B. di legni inferiori o non autoctoni.
Vista la maestria degli oggetti, la maggior parte di essi fu probabilmente realizzata da esperti (tohunga, una specie di prete-artigiano). Poiché non c'erano strumenti di metallo sull'isola di Pasqua, i denti di squalo e le schegge di ossidiana erano usati come strumenti nel periodo di massimo splendore della cultura. Il materiale principale utilizzato era il legno dell'albero toromiro (Sophora toromiro), oggi estinto in natura. Più recentemente, è stato possibile identificare microscopicamente la struttura cellulare utilizzando campioni di legno di un toromiro nel Giardino Botanico di Göteborg, in modo che l'autenticità degli oggetti d'arte del periodo classico sull'isola di Pasqua possa ora essere dimostrata senza dubbio. Quanto fosse prezioso e raro il legno dell'isola, sempre più disboscato dall'XI secolo in poi, lo si evince dal fatto che le figure umane erano spesso raffigurate innaturalmente storte in modo che anche i rami più piccoli potessero essere ancora utilizzati per le incisioni. Allo stesso tempo, questo mostra il talento speciale dell'intagliatore, che è stato in grado di incorporare tali irregolarità nel suo lavoro come caratteristiche naturali.
Una certa standardizzazione è caratteristica della creazione artistica sull'isola di Pasqua. Gli oggetti sono stati prodotti secondo lo stesso schema di base, ma sempre individualizzati, ad es. H. Nonostante l'aspetto esteriore dello stesso aspetto o simile, le figure rappresentavano singole persone, sia per le grandi sculture in pietra, in particolare il gigantesco Moai, sia per l'arte figurativa di piccolo formato. Questa ampia standardizzazione facilita la classificazione.
Le sculture in legno dell'Isola di Pasqua possono essere suddivise nelle seguenti categorie:
- Moai
  - Moai Kavakava
  - Moai Tangata
  - Moai Papa
  - Moai Tangata Manu

- Moko
- Rei Miro
- Tahonga
- Ao e Rapa
- Ua
- Tavolette Rongorongo
- altro

Gli europei hanno registrazioni della funzione e del significato religioso o di potere politico degli oggetti nei singoli casi. Sono integrati da informazioni trasmesse oralmente dagli isolani, che tuttavia sono state raccolte e registrate sistematicamente solo dalla fine del XIX secolo.
Gli oggetti d'arte dell'Isola di Pasqua sono ora sparsi nei musei di tutto il mondo, ma poco di loro è rimasto sull'isola stessa.

## Moai

### Moai Kavakava

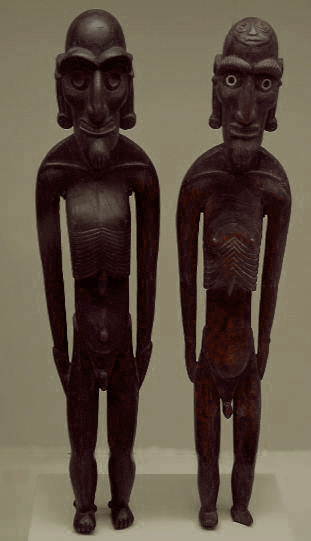
Moai Kavakava

La figura in legno più comune sull'isola di Pasqua è il Moai Kavakava. La parola polinesiana kavakava significa "costola". Logicamente, la statua mostra un uomo dall'aspetto affamato con costole chiaramente sporgenti, una testa di grandi dimensioni simile a un teschio, grandi sopracciglia, lobi delle orecchie lunghi con pioli per le orecchie, un naso pronunciato e un pizzetto. Gli occhi sono intarsiati con placche ossee e ossidiana sugli zigomi alti. La bocca cadente è semiaperta e mostra i denti. Le gambe sono sproporzionatamente corte, le braccia penzoloni sproporzionatamente lunghe. Il ventre appuntito risalta chiaramente, il pene della figura è per metà eretto. Nel complesso, la figura ricorda una mummia o un cadavere mezzo decomposto.
In alcune figure sono indicati i capelli, la maggior parte dei teschi sono calvi e mostrano vari tipi di glifi della testa come uccelli, pesci, simboli geometrici e figure zoomorfe, alcuni dei quali sono motivi della scrittura Rongorongo. Probabilmente sono tatuaggi, anche se non corrispondono esattamente ai tatuaggi sulla testa tradizionalmente tramandati dall'isola di Pasqua. Quindi, potrebbero anche rappresentare emblemi tribali.
Poco si sa circa lo scopo dei ritratti alti da 30 a 50 cm. Oggi sono interpretati come ritratti ancestrali con la funzione di uno spirito protettivo, forse rappresentano "Aku Aku".
Le figure erano assegnate esclusivamente agli uomini e venivano indossate su una corda intorno al collo in feste religiose o altre occasioni importanti. La maggior parte delle figure in legno sopravvissute hanno un occhiello o un foro nella zona del collo.
Wilhelm Geiseler, un visitatore tedesco dell'Isola di Pasqua alla fine del XIX secolo, riferisce che durante le processioni i dignitari portavano da dieci a venti di queste figure intorno al collo. Durante il resto del tempo, i ritratti venivano avvolti in sacchetti di tapas e appesi nelle capanne.
Era usanza istituire Moai Kavakava ai festival per far partecipare gli antenati e allo stesso tempo garantire la loro protezione. Presumibilmente, tutti i Moai Kavakava erano in grado di muoversi da soli e, se erano gentili con loro, avvertivano i loro proprietari dell'imminente disgrazia nei sogni. D'altra parte, erano anche in grado di causare danni. La leggenda vuole che un uomo di nome Rua Nuka abbia preso in prestito sette Moai Kavakava da Tuu-ko-ihu per un festival. Ha sistemato le figure in una capanna, ma la capanna è bruciata la notte prima della festa. Rua Huka è andata a Tuu-ko-ihu la mattina seguente per denunciare l'incidente e offrirgli un risarcimento. Ma quando entrò nella sua capanna, rimase sbalordito nel vedere che tutti e sette i Moai Kavakava erano rimasti lì incolumi. Tuu-ko-ihu ha detto che aveva sognato quella notte che il suo moai aveva iniziato ad urlare di dolore, al che aveva chiesto loro di mettersi in salvo. Quando si è svegliato la mattina, ha trovato le figure al loro solito posto.

#### Leggenda
Secondo la leggenda, il creatore del primo Moai Kavakava era un talentuoso intagliatore di legno di nome Tuu-ko-ihu, cognato di Hotu Matua, il mitico padre fondatore della cultura dell'isola di Pasqua. Era uno dei seguaci di Hotu Matua e arrivò sull'isola con i primi coloni. Si dice che le statuette siano immagini di due fantasmi che aveva incontrato personalmente.

### Moai Tangata

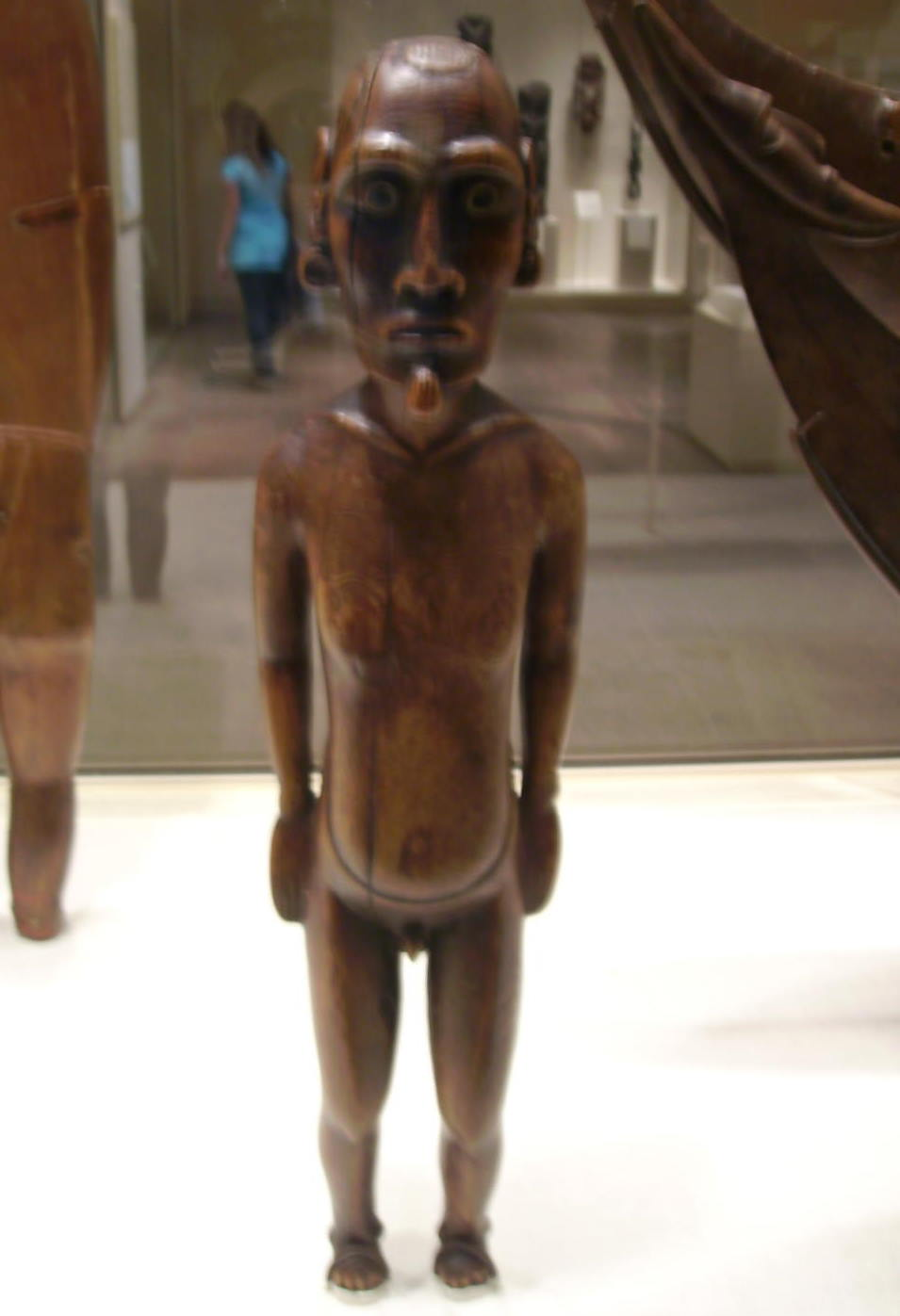
Moai tangata

Il sostantivo polinesiano tangata significa uomo. I Moai tangata sono figure maschili realisticamente scolpite, di solito con un fisico da ragazzo, sebbene alcune figure abbiano anche un chiaro approccio alla pancia. Thor Heyerdahl scrive giustamente che l'intaglio di solito dà l'impressione di raffigurare un ragazzo ben nutrito. I genitali maschili delle statue nude sono chiaramente pronunciati.
I tratti del viso disegnati in modo naturale nella testa relativamente grande sono dominati da occhi rotondi di grandi dimensioni fatti di placche ossee e ossidiana. Quasi tutte le figure hanno il pizzetto. L'acconciatura è diversa. Un esemplare al Musée de l'Homme di Parigi porta un fascio di capelli umani legato con uno spago sul suo cranio altrimenti calvo. Altre statuette sono calve, a volte con tatuaggi sul cuoio capelluto, mentre altre ancora hanno un'acconciatura con tacche scolpite.
Un motivo in rilievo è scolpito intorno ai fianchi, che potrebbe rappresentare un perizoma con un nodo sui glutei o un tatuaggio. A questo proposito, c'è una somiglianza con i grandi moai di pietra, che hanno uno schema paragonabile. La figura menzionata al Musée de l'Homme, Parigi, è l'unica figura sopravvissuta ad essere vestita con un perizoma in fibra di corteccia di tapa.
I Moai Tangata sono molto più rari rispetto ai Moai Kavakava. Forse rappresentano gli antenati che sono realmente vissuti, quindi potrebbero essere ritratti individuali. Thor Heyerdahl presumeva che le figure, in contrasto con lo spettrale Moai Kavakava e il Moai Papa associati alla Madre Terra, rappresentassero l'umanità nel suo insieme.
Le figure potrebbero anche rappresentare nero o neru, bambini selezionati che venivano tenuti nelle grotte per ottenere un colore della pelle molto chiaro. Hanno ricevuto una dieta speciale per aumentare di peso e hanno potuto indossare una vernice speciale per il corpo e insegne distintive. I bambini sono stati consacrati in solenni cerimonie nel luogo di culto di Orongo. Il culto era strettamente legato alla fertilità, alla procreazione, al matrimonio e alla prole. 

### Moai Papa

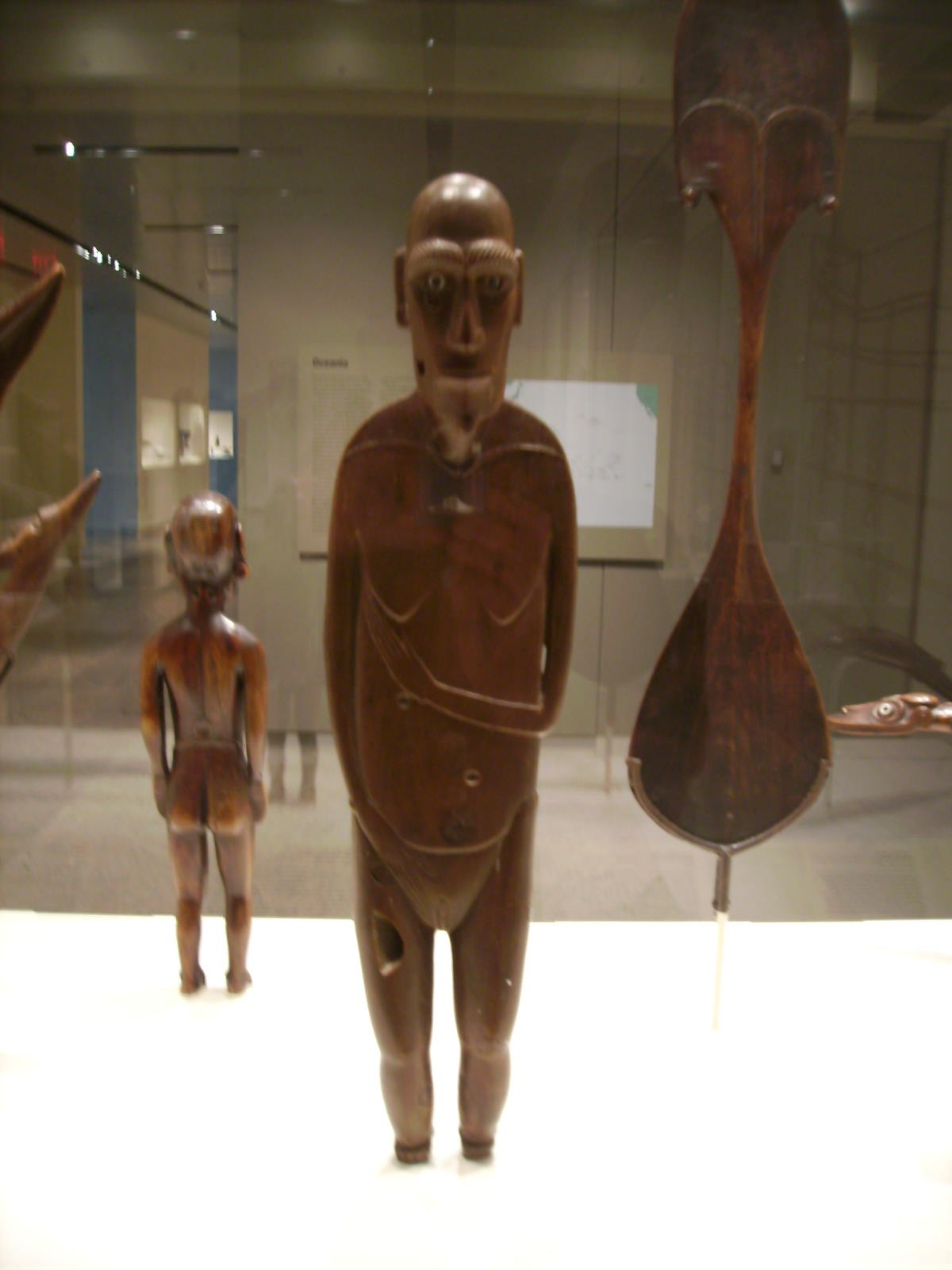
Moai papa

Anche i Moai papa (diverse grafie: paapaa o pa'a pa'a) sono raramente conservati, si tratta prevalentemente di figure femminili, occasionalmente anche ermafrodite, che hanno un fisico meno “scheletrico” del Moai Kavakava. Il sostantivo papa in Rapanui denota una pietra piatta o una roccia o una tavola di legno, come verbo significa graffiare un disegno su una pietra piatta.
Il corpo delle statuette alte da 12 a 60 cm è piatto come una tavola, con uno spessore compreso tra 2 e 6 cm. Al contrario, la testina relativamente piccola è completamente in plastica. Sebbene la vulva sia solitamente chiaramente incisa, l'aspetto generale della figura sembra piuttosto maschile e alcune figure hanno persino un pizzetto. Gli occhi incrostati sono ombreggiati da sopracciglia pronunciate, la bocca scolpita sollevata è diritta o abbassata, il che conferisce alla figura un'espressione cupa. I lobi delle orecchie sono forati e dotati di un tappo per le orecchie. Il cranio è adornato con un'acconciatura distintiva con un pettine o un nodo, oppure è calvo.
La posizione della mano è la stessa per quasi tutte le figure, una mano indica il seno piatto e pendente, l'altra punta la vulva. Questa posizione caratteristica della mano può essere ritrovata anche nelle immagini di arte Maori, dove viene interpretata come un segno del concepimento. 
Routledge interpreta le figure come immagini della femmina Aku Aku, ma sottolinea che il termine papa nelle Marchesi è associato alla Grande Madre Terra. Nel mito della creazione Maori, Rangi e Papa formano la coppia originale, Rangi il paradiso (associato al maschio) e la terra di Papa (associato alla donna).
Secondo la leggenda, due spiriti femminili che avevano coperto i genitali con le mani apparvero in sogno a un famoso intagliatore di legno di nome Tuu-ko-ihu. La mattina seguente ha scolpito due sculture magistrali che si dice siano servite da modello per tutti i futuri moai papa. 
Il significato delle statue è sconosciuto. L'unione di attributi femminili e maschili potrebbe, tuttavia, indicare che le figure devono essere viste come una controparte del Moai Tangata maschile.

### Moai Tangata Manu

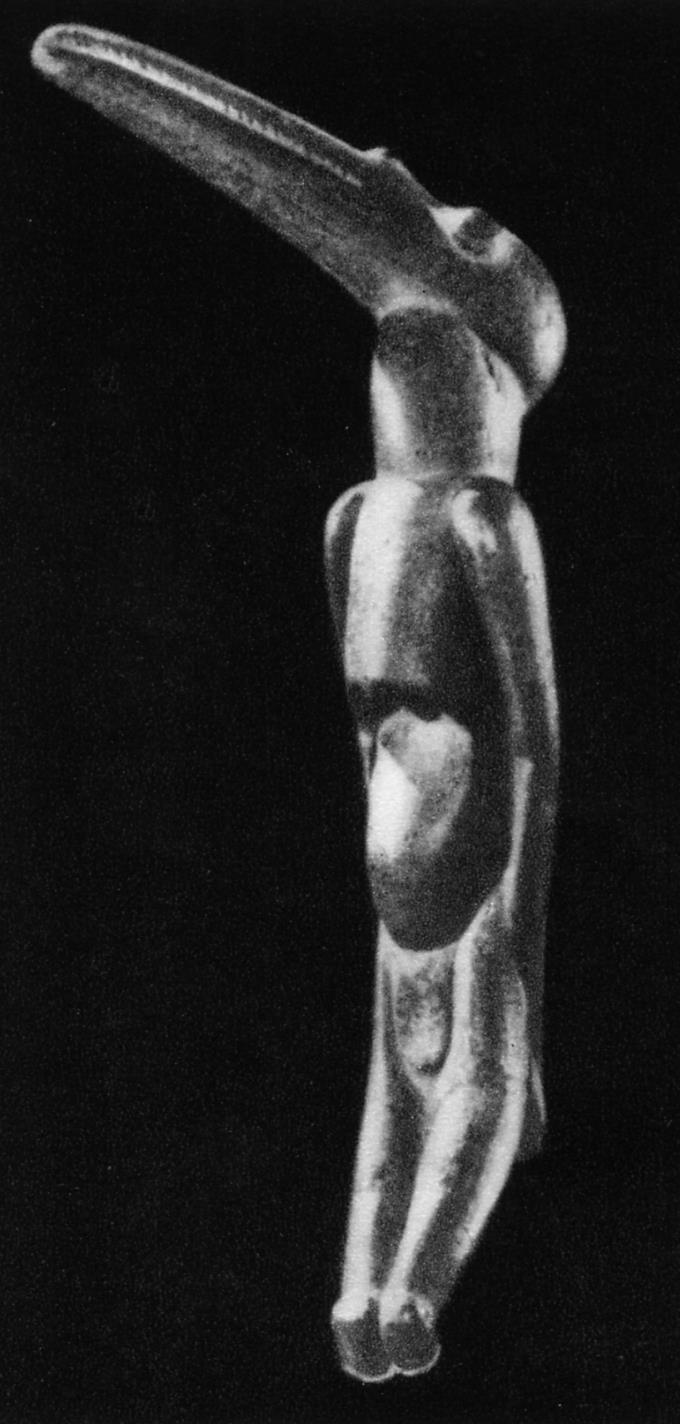
Moai Tangata Manu

Moai tangata manu è un'immagine del mitico uomo uccello, un ibrido zoomorfo di esseri umani e uccelli. L'uomo uccello è un motivo frequente dei petroglifi del sito di culto di Orongo, che è dedicato al culto dell'uomo uccello.
A luglio di ogni anno, le tribù del villaggio di Mataveri andavano in processione a Orongo. Questo era il momento in cui le sterne deponevano le uova sui motu al largo dell'isola di Pasqua. I capi di guerra delle tribù tenevano una gara per vedere chi sarebbe riuscito a portare a riva il primo uovo di sterna fuligginosa (Sterna fuscata). Non parteciparono personalmente alla competizione, ma furono rappresentati da subordinati, gli hopu. Scesero dalle ripide scogliere e nuotarono fino al Motu Nui con l'aiuto di fasci di canne su cui trasportavano alcune provviste, un'impresa altamente pericolosa a causa delle scogliere, delle forti onde e degli squali. Là aspettavano nelle caverne che le sterne si riproducessero. Il soggiorno, che a volte durava diverse settimane, terminava non appena un Hopu scopriva un uovo di sterna. Mise l'uovo in un pezzo di corteccia di tapa, se lo legò intorno alla testa e iniziò la pericolosa via del ritorno. Presentò l'uovo al suo capo, che da quel momento in poi portò il titolo di uomo uccello (tangata manu).
Le figure combinano un corpo umano (maschio) con la testa di un uccello, principalmente una fregata. Le poche statue sopravvissute sono progettate in modo molto diverso, variano per dimensioni, postura, forma del becco e struttura del corpo. Alcuni hanno le ali. Non appartengono quindi alle forme formali, ma a quelle tematicamente standardizzate. Una singola figura nel Museo Americano di Storia Naturale di New York City è ricoperta di personaggi Rongorongo.
L'etnologa Heide-Margaret Esen-Baur sottolinea che gli esseri ibridi uccello-uomo si trovano in numerose culture sulla terra. Di regola, sono associati a riti di fertilità, proprio come l'uovo, che occupa anche una posizione centrale nel culto dell'uomo uccello sull'isola di Pasqua. Sull'isola di Pasqua i petroglifi di Vogelmann sono sempre associati alla vulva incisa, il che indica una stretta connessione tra il Moai tangata manu e un culto della fertilità.

## Moko

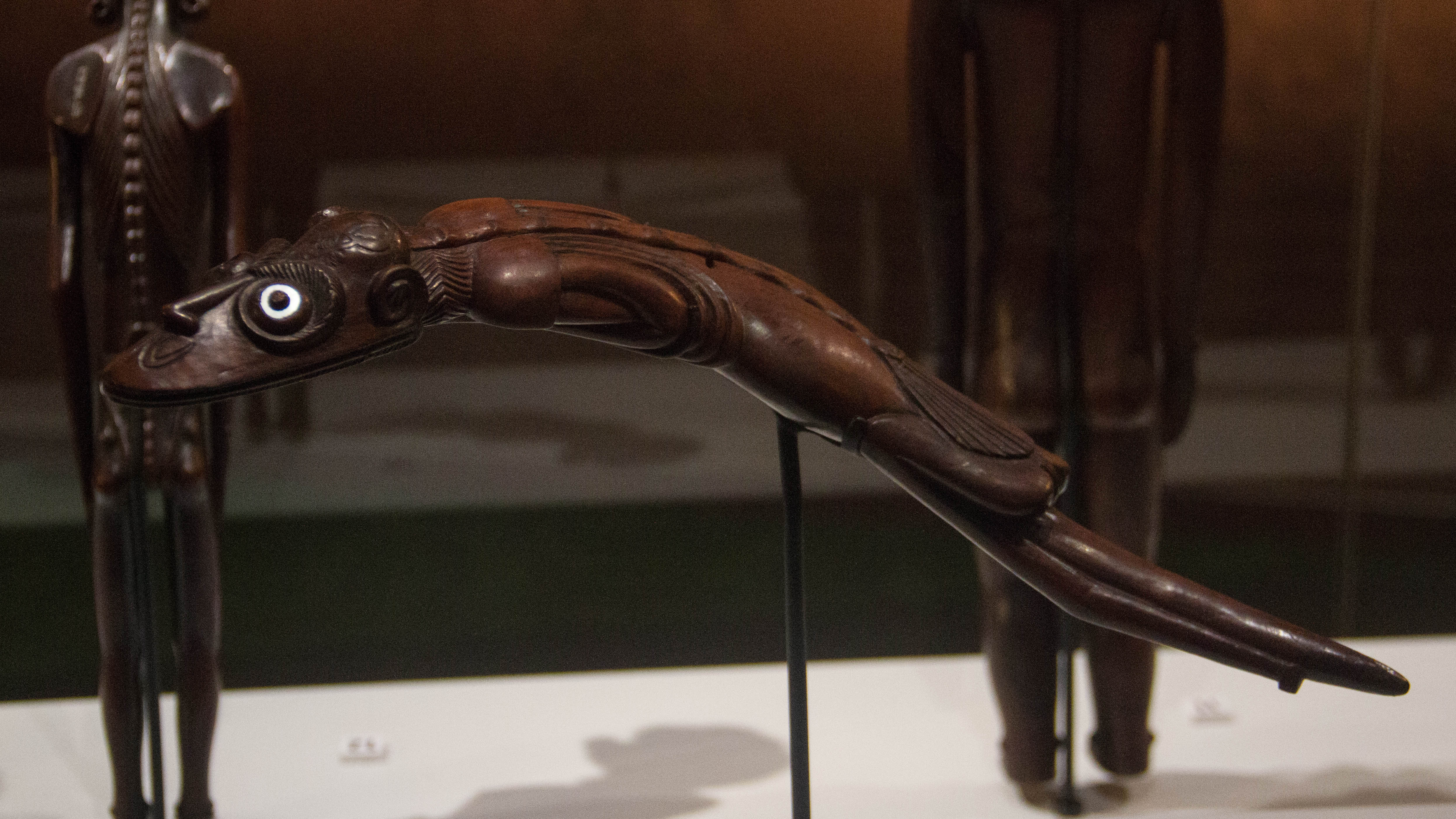
Moai Moko

Gli oggetti in legno chiamati Moko (anche Moko-Miro) sono immagini antropomorfe della lucertola omonima, Ablepharus boutonii, dal genere della vipera scinco, un animale lungo circa 12 cm e di colore bruno-dorato, tuttora comune sull'Isola di Pasqua. Le creature ibride scolpite naturalisticamente sono una combinazione di umani e lucertole e hanno attributi umani come spina dorsale, costole, braccia e mani, ma allo stesso tempo anche animali come una coda o una testa triangolare. Spesso una vulva è incisa sul corpo, su altri esemplari un pene circonciso. La coda della lucertola è innaturalmente allungata e termina in una punta. La pronunciata cresta posteriore, che è fortemente frastagliata in alcuni esemplari, ma nella maggior parte ricorda più da vicino una colonna vertebrale umana. A volte questa cresta è forata per una corda sospesa. La testa delle figure è triangolare e ricorda la testa di una lucertola con naso e sopracciglia umani. Gli occhi sono intarsiati con placche ossee rotonde e ossidiana.
Sembra che le statuette avessero un ruolo importante in relazione alle case paenga. Sono stati utilizzati nella costruzione così come nella demolizione e difesa degli edifici. Quando le case furono inaugurate, le figure furono conficcate nel terreno su entrambi i lati dell'ingresso per allontanare gli spiriti maligni (Aku Aku). Allo stesso tempo, erano rapidamente a portata di mano in caso di attacco e avrebbero potuto essere utilizzati come mazze. In considerazione della fragilità e delle piccole dimensioni delle figure (lunghezza 30–40 cm, spessore 6–13 cm), questa destinazione d'uso sembra piuttosto dubbia. Con l'aiuto di queste figure rituali furono demolite le case provvisorie delle feste costruite appositamente per le celebrazioni religiose.
La tradizione trasmessa oralmente dell'Isola di Pasqua suggerisce che i Moko erano considerati "terrificanti creature del mondo sotterraneo ed erano strettamente legati all'argomento della morte. In occasione di uno speciale festival annuale, le figure di Moko scolpite furono sepolte ritualmente al fine di bandire le minacciose influenze del mondo sotterraneo. Le figure venivano usate anche nelle danze rituali essendo cullate ritmicamente tra le braccia dei danzatori. È possibile che le figure fossero usate in modo suggestivo come forme di fallo nelle danze della fertilità". 

## Rei Miro

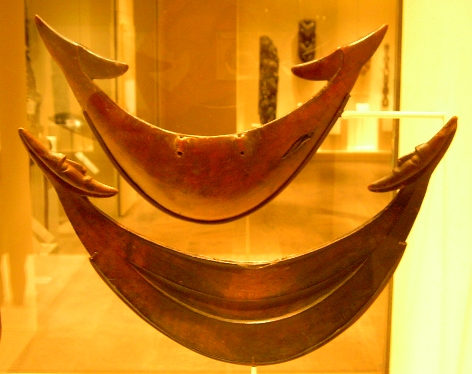
Rei miro

I Rei Miro sono pettorali in legno a forma di mezzaluna. Il loro significato esatto oggetto di culto, gioielli o distintivo di rango, non è stato tramandato, probabilmente sono qualcosa di tutti. Dalle descrizioni dei primi visitatori europei si sa che essi, spesso diversi allo stesso tempo, venivano trasportati da alti dignitari su una corda intorno al collo o sulle spalle. Rei Miro è una combinazione dei termini polinesiani rei (ornamento del seno, pettorale) e miro (legno).

## Tahonga
La parola tahonga o tahoga o taonga ricorre in diverse lingue della Polinesia orientale e significa "possesso prezioso" o "gemma". I Tahonga sono ciondoli arrotondati di dimensioni adeguate, approssimativamente a forma di cuore o di uovo con un foro per una ciocca di capelli umani nella parte superiore. Di tanto in tanto il tallone forato superiore per il cavo sospeso viene elaborato come una figura completamente di plastica, ad es. B. come doppia testa umana o come figura animale o antropomorfa, talvolta provvista anche di occhi intarsiati di ossa e ossidiana. L'estremità inferiore è appuntita. La superficie della palla è divisa longitudinalmente in quattro zone allungate e rotonde con barre, in modo che l'oggetto abbia una sorprendente somiglianza con una noce di cocco. In uno al Bernice P. Bishop MuseumL'esemplare custodito a Honolulu ha solo tre zone, il che rende l'oggetto ancora più simile a una noce di cocco sbucciata. Ciò è tanto più notevole perché la noce di cocco non cresceva originariamente sull'isola di Pasqua. L'attuale piantagione di cocco sulla spiaggia di Anakena è stata piantata solo nella prima metà del XX secolo. Si può quindi presumere che la forma della Tahonga, in quanto uno dei motivi più antichi nell'arte dell'Isola di Pasqua, sia stata tramandata nel corso di diversi secoli dal momento dell'insediamento iniziale.
Gli oggetti sono considerati gioielli femminili indossati sopra la spalla o davanti al petto da donne di alto rango. Un disegno di William Hodges del 1777 in occasione della spedizione di Cook mostra una donna dell'isola di Pasqua che indossa un Tahonga al collo.
Rapporti di routine di un rito di iniziazione all'interno del culto dell'uomo uccello, te manu mo te poki (inglese: l'uccello per il bambino) o manu in breve, in cui otto o nove bambini, i cui capelli erano stati precedentemente completamente rimossi, erano decorati con nastri bianchi e Tahonga è stata guidata dai sacerdoti al sito di culto di Orongo. C'erano danze, cerimonie sacrificali e la recitazione di canti rituali e ai bambini venivano date uova di gallina. Il significato esatto di questa cerimonia non è noto, ma l'uovo indica una connessione con un rito di fertilità.

## Ao e Rapa
Ao e Rapa sono oggetti rituali a forma di pagaia della cultura dell'Isola di Pasqua della stessa forma e design, ma differiscono per dimensioni. L'aggettivo polinesiano rapa significa: brillante, splendente, luminoso, il sostantivo ao è usato per una persona con potere, influenza e autorità. Gli oggetti erano distintivi di rango di sacerdoti del rango più alto. Erano portati come segno dell'alta dignità dei loro portatori, ma erano anche usati nelle danze e nelle cerimonie del culto dell'uomo uccello.
Entrambi erano pale a doppia lama roteate e scosse nella mano durante i balli cerimoniali.
L'ao era il più grande dei due tipi, con una lunghezza totale che poteva superare i 2 m.
Una lama della pagaia, di solito rivolta verso l'alto durante i balli, ha un volto umano convenzionale scolpito e dipinto su ciascuno dei suoi lati. La lama stessa è scolpita come su una pagaia funzionale, con bordi quasi paralleli e un'estremità distale arrotondata.
Il naso è molto lungo ed estremamente stretto e si biforca in due sopracciglia prominenti. Questa combinazione curva a forma di Y di naso e sopracciglia è leggermente rialzata in rilievo. Gli occhi sono scolpiti e dipinti molto più grandi della bocca, che o è ridotta al minimo o manca. Le orecchie, tuttavia, sono invariabilmente presenti e scolpite in modo convenzionale come due lobi sporgenti verso il basso con tappi per le orecchie circolari.
Alcuni esemplari hanno segni di lacrime verticali dipinti come strisce parallele che corrono dalla base dei grandi occhi fino al mento. Questo motivo di "occhio piangente" è particolarmente pronunciato sugli antichi simboli ao conservati come dipinti murali sulle lastre nelle case cerimoniali di Orongo. Alcuni volti sulle pale sono dipinti con campi geometrici che suggeriscono un tatuaggio.
Solo una lama bifronte dell'ao è dipinta; il resto della pagaia viene lasciato lucido e liscio. Un sottile manico a sezione ovale che diventa quasi circolare a metà lunghezza collega la lama dipinta con l'altra non decorata. Ha lo stesso profilo tranne per la mancanza di rientranze scolpite sotto i lobi delle orecchie della lama decorata.
In alcuni esemplari la seconda lama è leggermente più stretta e ha un contorno rettangolo arrotondato. Una proiezione simile a un dito con una fascia a forma di anello in rilievo attorno alla sua parte mediana è talvolta, ma non sempre, scolpita al centro dell'estremità distale di questa seconda lama. In alcuni esemplari l'anello è sostituito da una transizione a gradini da una parte superiore più ampia a una parte inferiore più stretta. Questa estensione corrisponde alla manopola scolpita altrove su alcune pagaie funzionali e serve per le operazioni di spinta o picchettamento.

## Ua
I bastoncini di Ua o i club di UA sono tra i più grandi oggetti in legno che sono stati preservati dalla cultura dell'isola di Pasqua. Le aste tra 0,90 e 1,60 m di lunghezza e da 5 a 8 cm di spessore sono a forma di mazza e ispessite all'estremità inferiore. L'estremità superiore è decorata da una doppia testa scolpita ("testa di Giano") con occhi rotondi intarsiati di piastrine ossee e ossidiana. Le borse sotto gli occhi o le guance sono molto sporgenti. La fronte pronunciata è coperta dall'acconciatura rugosa. Le orecchie lunghe sono dotate di paletti o fori per le orecchie. Sotto la bocca scolpita in rilievo, la testa si fonde direttamente con il personale senza scollatura.
La “testa di Janus” (moai aringa) è un motivo non raro nell'arte dell'Isola di Pasqua. È stata conservata una testa unica, alta circa 20 cm, fatta di fibra di corteccia di tapa e diverse piccole teste intagliate con un foro per un cordino, c'è anche un Tahonga con una doppia testa in alto. Il motivo della doppia testa compare anche nelle mazze da guerra corte e larghe (paoa), un'arma da mischia sull'isola di Pasqua. Si ritiene quindi che fosse un simbolo di eroismo, coraggio e forza marziale. Il soggetto può essere ridotto a uno Ripristinare la leggenda dell'Isola di Pasqua, un'epopea bellicosa della lotta tra due tribù. Il figlio di un capo di nome Rau-hiva-aringa-erua (inglese: gemello con due teste) è nato con due facce, una che guarda avanti e l'altra guarda indietro. In una battaglia in cui ha fissato il suo avversario con la testa davanti, ha notato un altro guerriero con la testa dietro di lui che si stava avvicinando da dietro. La parte posteriore della testa ordinava al corpo di voltarsi per affrontare la nuova minaccia. Tuttavia, la testa anteriore rifiutò e le due teste iniziarono a litigare tra loro. Ciò diede al guerriero nemico l'opportunità di perforare Rau-hiva-aringa-erua con una lancia.
In contrasto con le pubblicazioni di Thor Heyerdahl, che consideravano ancora possibile che si trattasse di armi da guerra, si presume ora che il personale degli Ua fosse esclusivamente distintivi di rango per alti dignitari sotto forma di armi cerimoniali. Considerato l'elevato consumo di legname pregiato per la produzione, si può presumere che ne siano stati premiati solo dignitari di altissimo rango. Geiseler afferma che si trattava di personale sovrano molto raro che veniva indossato dai capi in occasioni speciali. William Thomson la considera addirittura l'arma del "re" e afferma di aver acquistato la sua copia solo con grande difficoltà e costo elevato. Un'impressione dell'importanza dell'arma cerimoniale è data negli scritti dello scrittore Pierre Loti pubblicato l'incisione su rame che mostra un capo vestito con una corona di piume e un mantello, entrambi simboli della più alta dignità con un ua-bastone.
Katherine Routledge afferma che ogni club aveva un nome individuale. Questo mostra parallelismi con i mazze da guerra U'u, armi da mischia delle isole Marchesi anch'esse decorate con doppie teste, che furono appositamente realizzate e battezzate ritualmente per il rispettivo portatore. C'è anche una lontana somiglianza con i club Taiaha dei Maori, che hanno anche il motivo della testa di Giano (upoko), ma qui con una lingua pronunciata e sporgente all'estremità superiore del personale.

## Tavolette Rongorongo

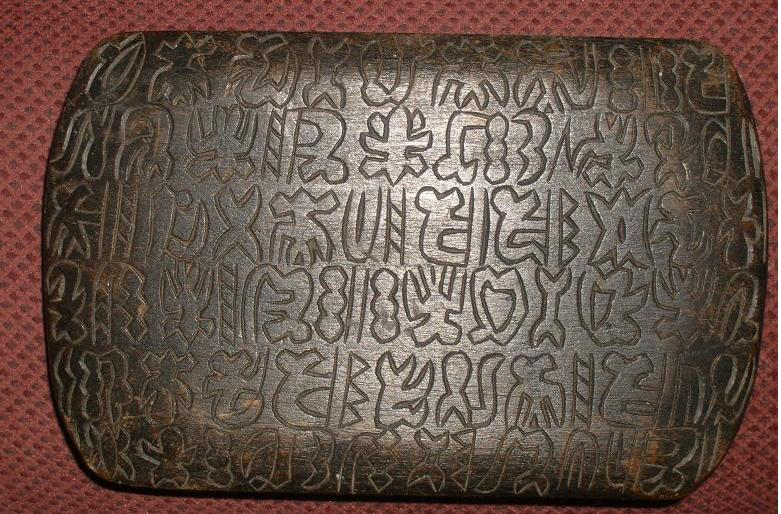
Tavoletta imitazione di Rongorongo

Rongorongo è l'unico sistema di scrittura sull'isola di Pasqua. Si è sviluppato completamente isolato e non può essere paragonato a nessun altro sistema di scrittura sulla terra. Ad oggi non è stato decifrato, sebbene ci siano alcuni approcci all'interpretazione. La scritta stessa consiste di pittogrammi che possono essere letti nel trofeo dell'autobus. I simboli stessi mostrano figure antropomorfe, piante, parti del corpo, animali, simboli grafici e astronomici, strumenti e dispositivi di uso quotidiano nonché oggetti rituali come Rei Miro. Sono noti solo 25 documenti scritti autentici, principalmente pannelli di legno (kohau rongorongo), ma anche un bastone con oltre 2000 caratteri (copia I: bastone di Santiago) così come due Rei Miro e un Moai Tangata Manu, che sono ricoperti di personaggi.
La maggior parte dei pannelli sono realizzati con il legno dell'albero sacro Miro (Thespesia populnea), alcuni anche di Toromiro o legni. I personaggi erano probabilmente incisi con frammenti di ossidiana o denti di squalo. Non è noto nemmeno quando siano state prodotte queste compresse. Sono stati menzionati per la prima volta dagli europei all'inizio del XIX secolo. Da questo alcuni scienziati, concluse che si trattava di una mera imitazione della scrittura europea emersa dopo il contatto europeo. Tuttavia, ciò contraddice la completa indipendenza delle "lettere", che non può essere paragonata a nessun altro simbolo scritto, così come l'applicazione della lettura del bustrophedon, che in Europa era usata solo in alcune scritture antiche ma non moderne.
Le tavolette erano oggetti sacri per gli scribi, circondati da tabù che non erano accessibili a persone non autorizzate. Sono stati tenuti coperti nelle capanne. Tuttavia, questo contraddice l'affermazione dei missionari che vogliono essere trovati “in ogni casa”. In effetti, devono esserci state numerose tavolette, poiché i missionari le cercarono sistematicamente nel XIX secolo e ne bruciarono molte.
Le speculazioni serie e scientificamente fondate sul contenuto delle tavolette vanno da testi o canti rituali, miti e genealogie alle date del calendario.

## Altro
Sono stati conservati numerosi altri oggetti in legno che non possono essere classificati nello schema di cui sopra. Si tratta in particolare di figure umane e animali, nonché di parti del corpo. Il loro simbolismo è in gran parte sconosciuto, anche più che con le figure in legno standardizzate.

### Figure umane eterogenee
Sono sopravvissute diverse figure femminili caratterizzate da labbra estremamente allargate (es. Museo Nazionale Preistorico Etnografico "Luigi Pigorini" a Roma e Museo Otago a Dunedin, Nuova Zelanda). È noto che diversi popoli dei mari del sud praticavano l'allungamento artificiale delle labbra e del clitoride. Secondo le cifre, il processo era ovviamente in uso anche sull'Isola di Pasqua. È probabile che queste statuette vengano viste in relazione a riti di fertilità.
Inoltre, sono note diverse statuette a doppia testa maschili, femminili o ermafrodite (ad es.Museo Etnográfico de la Universidad de Buenos Aires). Il motivo della testa di Giano è utilizzato anche in particolare sui bastoni cerimoniali degli Ua.
Esistono altre figure umane atipiche, molte delle quali innaturalmente storte (ad esempio Museum für Völkerkunde zu Leipzig) in modo che anche i rami più piccoli possano ancora essere utilizzati per il lavoro. Si può presumere che queste figure siano state create nel tardo periodo, quando il bosco di Toromiro era in gran parte scomparso dall'isola.

### Parti del corpo umano
Sono noti diversi teschi umani, alcuni con occhi incrostati e pizzetto (es. La collezione della Congregazione dei SS Cuori a Grottaferrata vicino a Roma), due mani umane magistralmente scolpite (Museo del Carmen de Maipù a Santiago del Cile e British Museum a Londra), una vulva (Pitt Rivers Museum di Oxford) e un piede storpio di fattura approssimativa (Bernice P. Bishop Museum di Honolulu) con il cordino ancora conservato. Il significato di queste rappresentazioni non è noto.

### Rappresentazioni animali o figure zoomorfe
Le raffigurazioni di animali magistralmente scolpite sono tra i pezzi più belli dell'arte dell'isola di Pasqua. Questi includono: un calamaro realistico (Museum für Völkerkunde Wien), una tartaruga marina realisticamente realizzata (Peabody Museum of Archaeology and Ethnology a Cambridge (Mass.), USA), diversi uccelli (ad esempio Museum für Völkerkunde a Vienna), una testa di gallo (Peabody Museum di Cambridge), una lumaca coleottero (Polyplacophora) come pendente (Universitetets Etnografiske Museum di Oslo), una lumaca di ciprea (Museo Nacional de Historia Natural a Santiago del Cile) e diverse figure di pesci (ad esempio Institute for Ethnology presso l'Università di Göttingen). Uno di questi è particolarmente degno di nota, in quanto la figura è interamente ricoperta di rilievi Vogelmann e la coda di pesce termina in una testa umana (Field Museum of Natural History di Chicago). Molti di questi pezzi sono dotati di occhielli e cordino per appenderli, in modo che si possa presumere che fossero usati come gioielli rituali.